# Кандри-Тюмекеєво
Кандри́-Тюмеке́єво (рос. Кандры-Тюмекеево, башк. Ҡандра-Төмәкәй) — присілок у складі Туймазинського району Башкортостану, Росія. Входить до складу Ніколаєвської сільської ради.
Населення — 135 осіб (2010; 100 у 2002).
Національний склад:
- башкири — 94 %